# Ludovic Vaty
Ludovic Vaty (Les Abymes, Francia, 21 de noviembre de 1988-Toulouse, Francia, 1 de septiembre de 2023) fue un baloncestista francés que jugó en las posiciones de pívot y ala-pívot.

## Carrera

### Club
| Periodo   | Club                     |
| --------- | ------------------------ |
| 2003-2006 | CFB                      |
| 2006-2009 | Pau-Orthez               |
| 2009-2010 | Orleans                  |
| 2010      | CB Granada               |
| 2010-2011 | Orleans                  |
| 2011-2013 | BCM Gravelines-Dunkerque |
| 2016-2018 | Tarbes Lourdes           |
| 2018-2019 | Bordeaux                 |
| 2019-2020 | Coteaux de Luy           |
| 2021-2023 | TOAC                     |

### Selección nacional
Integró las selecciones nacionales de Francia desde la categoría sub-16, donde logró ser campeón europeo en las categorías sub-16 y sub-18 y estar en el equipo ideal en ambos casos, además de ser tercer lugar en el Campeonato Mundial de Baloncesto Masculino Sub-19 de 2007 en Serbia.
Con la selección absoluta participó en 9 ocasiones en 2012.

## Vida personal y posterior muerte
El 23 de mayo de 2013 le fue descubierta una enfermedad cardíaca que lo inhabilitaba de practicar baloncesto de alto impacto.
El 28 de enero de 2014 fue nombrado asistente del equipo juvenil del Tahar Assed-Liegeon. Regresaría a la competición profesional en 2016 con un entrenamiento acorde a su condición.
En agosto de 2023 mientras jugaba con el Toulouse olympique aérospatiale club (TOAC) en la NM2, tuvo una crisis cardíaca durante un entrenamiento que le provocó un coma inducido. Fallecíó en el hospital de Rangueil en Toulouse el 1 de septiembre de 2023 a causa de su enfermedad.

## Logros

### Club
- Copa de Francia de baloncesto (2): 2007, 2010
- Leaders Cup (1): 2013

### Selección nacional
- EuroBasket Sub-16 (1): 2004
- EuroBasket Sub-18 (1): 2006
- Torneo de Mannheim (1): 2006

### Individual
- Equipo ideal del Eurobasket Sub-16 2004.
- Equipo ideal del EuroBasket Sub-18 2006.
- Equipo de las Estrellas de la Liga Francesa en 2011.
- Mejor jugador de la Leaders Cup de 2013.[12]